# National Philharmonic Orchestra
National Philharmonic Orchestra var et britisk orkester, dannet udelukkende med hensigt til at indspille.

## Filmmusik
Some of the film scores recorded in England and performed by the National Philharmonic Orchestra:
- The Blue Max (1966)
- Justine (1969) album re-recording; not the film recording.
- The Last Run (1971)
- The Exorcist (1973)
- Ransom (1974)
- High Velocity (1974)
- Barry Lyndon (1975)
- The Man Who Would Be King (1975)
- Paper Tiger (1975)
- Take a Hard Ride (1975)
- Grizzly (1976)
- Obsession (1976)
- Pony Express Rider (1976)
- The Pink Panther Strikes Again (1976)
- The Omen trilogy (1976–81)
- Providence (1977)
- Jesus of Nazareth (1977 mini-series)
- March or Die (1977)
- Valentino (1977)
- Holocaust (1978 mini-series)
- The Wild Geese (1978)
- Revenge of the Pink Panther (1978)
- The Boys from Brazil (1978)
- Who Is Killing the Great Chefs of Europe? (1978)
- The One Man Jury (1978)
- The Great Train Robbery (1978)
- Jaguar Lives! (1979)
- Alien (1979)
- Mountain Family Robinson (1979)
- Caboblanco (1980)
- The Changeling (1980)
- Mama Dracula (1980)
- The Sea Wolves (1980)
- The Elephant Man (1980)
- Windwalker (1981)
- Outland (1981)
- Roar (1981) [1]
- Night Crossing (1982)
- Pink Floyd – The Wall (1982, Outside the Wall)
- The Secret of NIMH (1982)
- First Blood (1982)
- Trail of the Pink Panther (1982)
- The Wicked Lady (1983)
- The Dead Zone (1983)
- Mutant  (1984)
- Supergirl (1984)
- The Philadelphia Experiment (1984)
- Santa Claus: The Movie (1985)
- Pee-wee's Big Adventure (1985) Varese Sarabande album re-recording; not the film recording.
- Brazil (1985)
- Rambo: First Blood Part II (1985)
- Legend (1985)
- Revolution (1985)
- Link (1986)
- Sky Bandits (1986)
- Highlander (1986)
- Superman IV: The Quest for Peace (1987)
- Suspect (1987)
- The Adventures of Baron Munchausen (1988)
- Licence to Kill (1989)
- Total Recall (1990)
- Not Without My Daughter (1991)
- Medicine Man (1992)
- Basic Instinct (1992)
- Mom and Dad Save the World (1992)
- The Public Eye (1992) (afvist score)
- Tom and Jerry: The Movie (1992)
- Matinee (1993)
- Malice (1993)
- Son of the Pink Panther (1993)
- Cliffhanger (1993)
- Bad Girls (1994)
- Powder (1995)
- The Ghost and the Darkness (1996)
- Fierce Creatures (1997)